# ویرهنومکنپلیا
ویرهنومکنپلیا (به انگلیسی: Veerahanumakkanapalya) یک روستا در هند است که در کارناتاکا واقع شده‌است.